# Communion
Communion je sedmi studijski album grčkog simfonijskog death metal-sastava Septicflesh. Diskografska kuća Season of Mist objavila ga je 17. ožujka 2008. godine. Prvi je album s bubnjarem Fotisom Benardom.

## Popis pjesama
Tekstovi: Sotiris V., glazba: Septicflesh.
| 1.    | »Lovecraft's Death«  | 4:08 |
| 2.    | »Anubis«             | 4:18 |
| 3.    | »Communion«          | 3:25 |
| 4.    | »Babel's Gate«       | 2:58 |
| 5.    | »We, the Gods«       | 3:50 |
| 6.    | »Sunlight/Moonlight« | 4:09 |
| 7.    | »Persepolis«         | 6:09 |
| 8.    | »Sangreal«           | 5:17 |
| 9.    | »Narcissus«          | 3:59 |
| 38:13 |                      |      |

## Zasluge
| Septicflesh - Seth Siro Anton – vokali, bas-gitara, ilustracije - Sotiris V. – vokali, gitara - Christos Antoniou – gitara, semplovi, orkestracija - Fotis Benardo – bubnjevi Dodatni glazbenici - Marios Iliopoulos – gitara (na pjesmi "Babel's Gate") - Praški filharmonijski orkestar – orkestar |  | Ostalo osoblje - Fredric Nordstrom – tonska obrada, produkcija - Henric Udd – tonska obrada - Peter In de Betou – masteriranje - Gabriel Currington – dodatna orkestracija i produkcija - Jan Kotzmann – tonska obrada (orkestra) - Cenda Kotzmann – tonska obrada (asistent) - Jukka Tilli – fotografija (naslovnica) |